# 兵庫県道9号豊岡竹野線
兵庫県道9号豊岡竹野線（ひょうごけんどう9ごう とよおかたけのせん）は、兵庫県豊岡市を通る主要地方道（兵庫県道）である。

## 概要
兵庫県道・京都府道11号香美久美浜線経由で京都府京丹後市方面から城崎温泉・竹野町への最短ルートであるが、道路幅員の狭い区間が多く、大半の区間で重量制限や車幅制限などの規制が行われている。
現道は城崎温泉の中心部を経由しているが、温泉街で歩行者と自動車が輻輳し、観光に支障をきたしていることから、温泉街の北側を通る桃島バイパスが整備中であり2023年（令和5年）に着工した。

### 路線データ
- 起点：豊岡市畑上
- 終点：豊岡市竹野町竹野
- 総延長：14.296 km

## 歴史
- 1954年（昭和29年）11月24日時点の兵庫県道9号は主要地方道西脇和田山線（1981年、一般国道427号へ昇格）。
- 1982年（昭和57年）12月1日、主要地方道福知山青垣線が認定され、2代目兵庫県主要地方道9号となる（1993年3月31日、一般国道429号の京都府福知山市延長により廃止）。
- 1993年（平成5年）
  - 5月11日 - 建設省（現・国土交通省）から、一般県道竹野久美浜線の一部が豊岡竹野線として主要地方道に指定される[3]。
  - 12月20日、一般県道238号竹野久美浜線を廃止し、3代目の兵庫県道9号として主要地方道豊岡竹野線を認定。
- 2025年（令和7年）5月31日 - 城崎大橋（新橋） 開通[4][5]。

## 路線状況

### 重複区間
- 兵庫県道548号楽々浦玄武洞豊岡線（豊岡市城崎町戸島）
- 兵庫県道3号豊岡瀬戸線（豊岡市城崎町今津）

## 地理
旧城崎町と旧竹野町を結ぶ鋳物師戻（いもじもどし）峠や起点と城崎大橋を結ぶ飯谷峠は道幅が狭く、大型車等の通行が規制されている。兵庫県道・京都府道11号香美久美浜線で迂回可能。

### 通過する自治体
- 豊岡市

### 交差する道路
| 交差する道路                                 | 交差する場所     | 交差する場所       |
| -------------------------------------------- | ---------------- | ------------------ |
| 兵庫県道・京都府道11号香美久美浜線           | 畑上（）         | 起点               |
| 兵庫県道9号豊岡竹野線 / バイパス             | 城崎町楽々浦（） |                    |
| 兵庫県道548号楽々浦玄武洞豊岡線 重複区間起点 | 城崎町戸島       |                    |
| 兵庫県道548号楽々浦玄武洞豊岡線 重複区間終点 | 城崎町戸島       |                    |
| 兵庫県道3号豊岡瀬戸線 重複区間起点           | 城崎町今津       | 城崎大橋西詰交差点 |
| 兵庫県道3号豊岡瀬戸線 重複区間終点           | 城崎町今津       |                    |
| 兵庫県道9号豊岡竹野線 / バイパス未供用       | 城崎町湯島       |                    |
| 兵庫県道・京都府道11号香美久美浜線           | 竹野町竹野       | 終点               |
| バイパス                                     |                  |                    |
| 兵庫県道9号豊岡竹野線 / 現道                 | 城崎町楽々浦     | バイパス起点       |
| 兵庫県道548号楽々浦玄武洞豊岡線未供用        | 城崎町楽々浦     |                    |
| 兵庫県道3号豊岡瀬戸線                        | 城崎町湯島       |                    |
| 未供用区間                                   |                  |                    |
| 兵庫県道9号豊岡竹野線 / 現道                 | 城崎町湯島       | バイパス終点       |

### 沿線にある施設など
- 城崎温泉 - 城崎温泉街中心部を通っている。